# Damien Mitton
Damien Mitton (Parigi, 1618 – 1690) è stato uno scrittore francese, uno dei teorici dell'ideale dell’"honnête homme", nel Seicento, assieme ad Antoine Gombaud, cavaliere di Méré.

## Biografia
Ricco "borghese della corte", Mitton condusse vita da libertino. Tallemant lo definisce un "gran giocatore". Fu amico di La Fontaine e Benserade, ma è soprattutto ricordato per Pascal, che ne fa il modello del libertino nei suoi Pensieri.
Mitton (che passava ai suoi tempi per arbitro di buon gusto e a cui molti autori mostravano le loro opere ancora manoscritte) ha lasciato solo dei Pensées sur l'honnêteté, pubblicati nella sesta parte delle Opere varie di Saint-Évremond. L'honnêteté vi appare come una morale senza Dio tesa a conciliare la ricerca della felicità con la ragione.

## Opere
- Damien Mitton, Pensieri sull'onestà decorosa e altri scritti, a cura di Marco Lanterna, Clinamen, Firenze, 2013.